# Gregory Homeming

Bischofswappen Gregory Homemings

Gregory Homeming OCD (* 30. Mai 1957 in Victoria, Australien) ist ein australischer Ordensgeistlicher und römisch-katholischer Bischof von Lismore.

## Leben
Gregory Homeming trat der Ordensgemeinschaft der Unbeschuhten Karmeliten bei und empfing am 20. Juli 1991 das Sakrament der Priesterweihe.
Am 20. Dezember 2016 ernannte ihn Papst Franziskus zum Bischof von Lismore. Der Erzbischof von Sydney, Anthony Fisher OP, spendete ihm am 22. Februar des folgenden Jahres die Bischofsweihe. Mitkonsekratoren waren sein Amtsvorgänger Geoffrey Hylton Jarrett und der Bischof von Wollongong, Peter Ingham.